# بونتانوم فونجفشانه
بونتانوم فونجفشانه (مواليد 9 نوفمبر 1980) هو سبّاح لاوسي، مثّل بلاده في الألعاب الأولمبية الصيفية 2004.

## روابط خارجية
بونتانوم فونجفشانه على موقع الاتحاد الدولي للسباحة (الإنجليزية)
- بونتانوم فونجفشانه على موقع أوليمبيديا (الإنجليزية)